# Dirk Rafaelsz. Camphuysen

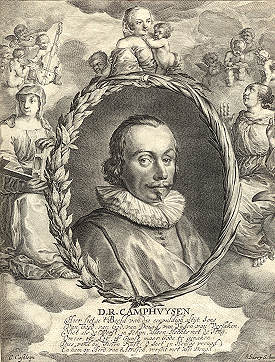
Portret door G. Casteleyn en Salomon Savery

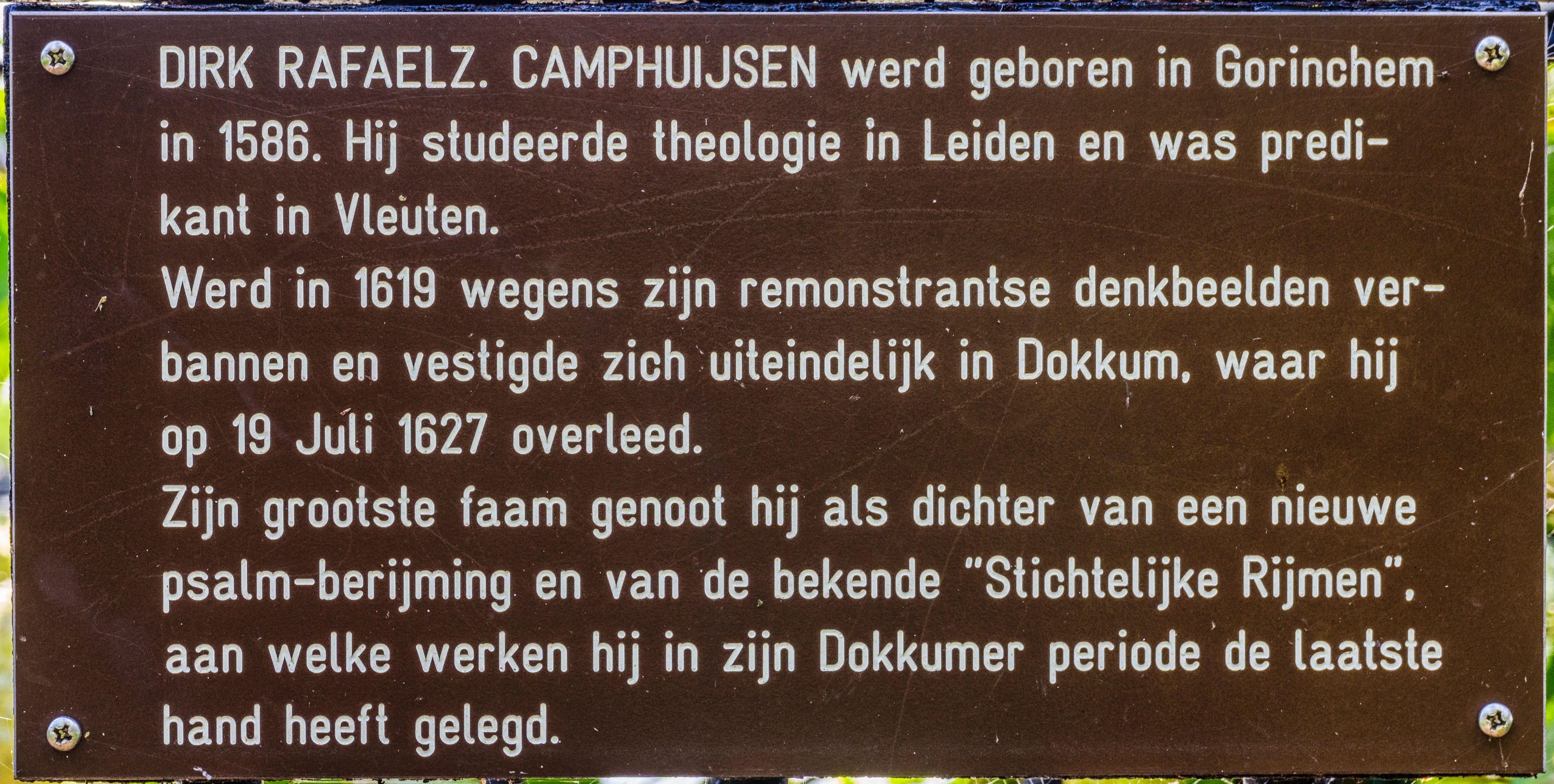
Informatie bij het graf van Dirck Raphaelsz Camphuysen in Dokkum.

Dirk Rafaelsz. Camphuysen (Gorinchem, 4 mei(?) 1586 - Dokkum, 19 juli 1627) was een Nederlands dichter, kunstenaar en predikant.

## Levensloop
Dirk Rafaelsz. Camphuysen, afkomstig uit een doopsgezinde familie, werd op vroege leeftijd wees. Zijn broer deed hem in de leer bij een kunstschilder, maar de rector van de Latijnse school wist hem over te halen een wetenschappelijke opleiding te volgen. In 1608 ging hij theologie studeren in Leiden. Hij studeerde niet af, maar werd in 1613 gouverneur bij Gideon van den Boetzelaer. Later in hetzelfde jaar trouwde hij met Anna van Alendorp. In 1614 werd hij leraar aan de Latijnse school in Utrecht, en in 1617 werd hij beroepen als remonstrants predikant in Vleuten. Daar werd hij in 1620 verbannen vanwege zijn Arminiaanse denkbeelden.
Camphuysen was onderdeel van de theologische strijd tussen remonstranten en contra-remonstranten; na de overwinning van de laatsten in 1619 weigerde hij de zogenaamde Acte van Stilstand te ondertekenen. Camphuysen dook onder bij onder anderen de drukker Willem Jansz. Blaeu aan het Damrak, waar hij ook het drukkersvak leerde.
In 1620 werd alle Remonstrantse predikanten verbannen en trok hij naar Norden, waar hij met zijn Haarlemse vriend Pieter Arentsz een drukkerij opzette onder bescherming van Enno III van Oost-Friesland. In 1623 vluchtte hij achtereenvolgens naar Harlingen en naar Nes op op Ameland. De laatste jaren van zijn leven (vanaf 1623) was hij vlashandelaar in Dokkum, waar zich lange tijd een gemeente van Doopsgezinden en Remonstranten heeft kunnen handhaven. Hij werd de vader van de schilder Govert Dircksz Camphuysen, geboren in 1623. In 1625 bedankte hij voor een professoraat in het Poolse Rakow, waar tot 1630 een sociniaanse hogeschool was gevestigd. Camphuysen stierf, slechts 41 jaar oud, ten gevolge van algehele uitputting.
Camphuysen was een praktisch christen; hij had een afkeer van confessies en formulieren. Hij twijfelde aan het dogma van de drie-eenheid en verwierp de predestinatie. Hij zag Christus als Zoon van God, die als voorbeeld moest dienen voor alle gelovigen in het gaan van de 'smalle weg' die ten hemel leidt.
Camphuysen heeft een groot aantal geestelijke liederen nagelaten, verzameld in de Stichtelijcke rymen (Hoorn, Isaac Willemsz van der Beeck, 1624) en de Uytbreyding over De Psalmen des propheten Davids (1630). Drie van zijn liederen zijn opgenomen in het Liedboek voor de Kerken dat in 1973 verscheen (nrs 18, 420 en 433); in het in 2013 verschenen Liedboek is er daarvan nog één overgebleven (nr 901). Ook is het stedelijk gymnasium in Gorinchem naar hem vernoemd: Gymnasium Camphusianum. 
Hoewel Camphuysen tegenwoordig minder bekend is was hij in zijn tijd de op een na meest gelezen dichter. Dit kan geconcludeerd worden uit de vele herdrukken van zijn werk. Zijn populariteit lag waarschijnlijk in het feit dat Camphuysen over geestelijke zaken begrijpelijke poëzie schreef met een piëtistische ondertoon.

## Documentatie
Het leven van Camphuysen is voor het eerst beschreven door Barend Joosten Stol (1665?), die het optekende uit de mond van zijn weduwe Anna van Allendorp. De eerste wetenschappelijke biografie is in 1898 geschreven door L.A. Rademaker, die daarbij een aantal documenten heeft gepubliceerd die later verloren zijn gegaan. Een nieuwe biografie met bronpublicaties schreef Huib van den Doel in 1967, waarin onder andere de chronologie anders werd vastgesteld. Deze biografie is in 2014, aangevuld met recente ontdekkingen en publicaties, opnieuw uitgegeven. 
In november 2013 verscheen van de hand van de Utrechtse emeritus-hoogleraar historische letterkunde Riet Schenkeveld-van der Dussen het boek 'Een platina liedboek uit de Gouden Eeuw' met een levensbeschrijving, een beschouwing over de 'Stichtelycke Rymen' en een keuze daaruit.

## Trivia
In de media werd Camphuysen wel aangeduid als 'de Huub Oosterhuis van de Gouden Eeuw'.
Op 14 juni 2014 hield de Remonstrants-Doopsgezinde Gemeente in Dokkum een herdenkingsbijeenkomst over Camphuysen met onder andere een wandeling naar zijn graf; de burgemeester van Dongeradeel onthulde de gerestaureerde grafzerk.

## Werken
- Psalm 62 met als slot `Daer moet veel strijdts gestreden sijn' (1618)
- Stichtelycke rymen (in 2 delen: 1624, in drie delen: 1628,in vier delen: 1658, de zgn. twaalfde druk, bezorgd door Joachim Oudaen)
- Uytbreyding over de Psalmen des propheten Davids (1630)
- Theologische werken, 3 delen (1672)